# Johann Georg Liebl
Johann Georg Liebl (* 30. November 1843 in Salmannskirchen, Bezirksamt Erding; † 9. Juni 1901 in Kehr) war ein Ökonom und Mühlenbesitzer. Ab 1893 war er als Mitglied des Zentrums Abgeordneter der Zweiten Kammer des Bayerischen Landtags.
Liebl besuchte von 1849 bis 1855 in Erding die Volksschule und von 1856 bis 1858 die Gewerbeschule in Freising. Im Anschluss daran absolvierte er ab 1859 in Vilsbiburg eine zweijährige Müllerlehre. Von 1866 bis 1871 diente er in München als Kürassier-Unteroffizier in der bayerischen Armee. Danach übernahm er die Mühle in Kehr (Bezirksamt Erding).
1881 wurde Liebl in den oberbayerischen Landrat gewählt. Bei den Wahlen vom 5./12. Juli 1893 wurde er mit 177 Wahlmännerstimmen für den Kreis Freising 1 erstmals in den Bayerischen Landtag gewählt.